# حي ساقية سيدي يوسف
حي ساقية سيدي يوسف أو ما يطلق عليه لابوم نسبة إلى التسمية الجرمانية للشركة الألمانية التي أنشأت هذا الحي الكبير والجميل، ظهر للوجود عام 1982 بقسنطينة هذا الحي يتكون من صنفين من العمارات المتقنة التشييد: صنف أ / عمارات ذات 10طوابق بها مصاعد كهربائية. * وصنف ب: عمارات ذات 5 طوابق
- سكان هذا الحي في الأول كانو من المصريين والهنود والالمان والإنجليز.
- أما الآن فأغلبهم إطارات وكوادر إدارية وعلمية في مختلف المؤسسات الولائية والجامعات وحتى في مؤسسات وطنية خارج تراب الولاية.حيث تجد عماة خاصة بالمعلمين وأخرى خاصة بالأساتدة في الطور الاكمالي والثانوي وعماة للأساتدة الجامعيين وأخرة للشرطة وأخرى لإطارات البنوك، كما تجد بعض العائلات الأخرى البسيطة التي تتميز بروح العمل والنشاط القسنطيني.
بوجد في حي ساقية سيدي يوسف مسجدين الأول عمر بن عبد العزيز الذي يعد تحفة فنية خاصة من الداخل فيما يخص منبره وترياته ومدرسته القرآنية التي تتميز بالهندسة الجميلة وعملها المتألق، ومسجد الخلفاء الراشدين إضافة الي المسجد الهجرة الذي يعتبر مسجد مشترك بين الحي ساقية سيدي يوسف وحي الزيادية
- كذلك توجد بجنبه مدرسة ابتدائية هي مدرسة بوبلاط وإكماية خوالدية صالح وثانوية طارق بن زياد للذكور الآن أصبحت مختلطة وأخرى للبنات زيغود يوسف وقد أصبحت هي الأخرى مختلطة.
كذلك بوجد بجواره ملعب بالقرب من ثانوية زيغود يوسف ومسبح، إضافة إلى أن الحي يحتوب على ملعب لكرة القدم. وقبل 2 وأو 3 سنوات صرف عليه الدولة مبلغ 10 ملايير سنتيم لتزيين وإعادة صباغة عماراته وتهيأة أرصفته وأماكن ركن السيارات.
-أغلب شباب هذا الحي جامعيين وإطارات
- يسكنه الكثير من الطلبة الأجانب من فلسطين واليمن والعراق أغلبهم مع عائلاتهم الصغيرة
- للحي نوادي خاصة في الكرة الطائرة والرياضة القتالية التايكواندو وفريق كرة قدم.
- عادة في الصيف تنظم بطولات صغيرة قصد الترفيه والتنافس في كرة القدم بين شباب الحي.